# Rio Tainhas

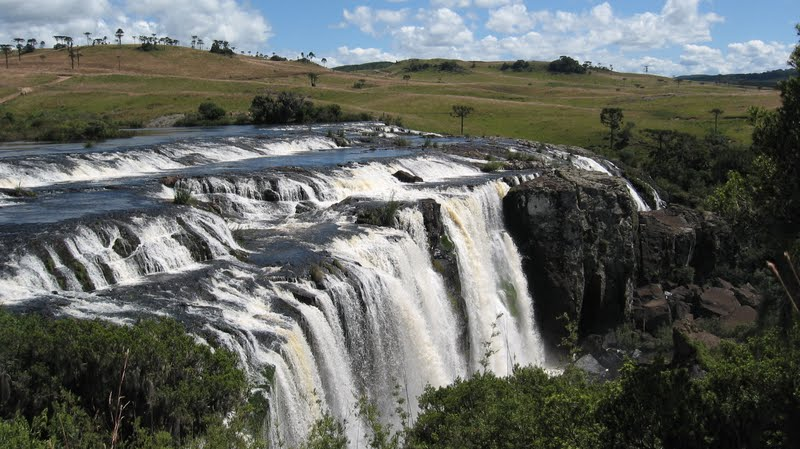
Les chutes du rio Tainhas en février 2014 (hauteur : 100 m).

Le rio Tainhas est un cours d'eau brésilien de l'État du Rio Grande do Sul.
C'est un affluent de la rive gauche du rio Taquari.